# Michael Dorman
Michael Dorman (Auckland, 26 de abril de 1981) es un actor neozelandés, conocido principalmente  por haber interpretado a Christian Hayden en la serie The Secret Life of Us y a Dan Sinclair en Wild Boys.

## Biografía
Michael nació en Auckland, donde vivió hasta los diez años de edad, poco después junto a su familia se mudó a Bundaberg en Queensland. 
En 2006 comenzó a salir con Aimy Chin, la pareja tiene un hijo, la relación terminó tiempo después.
En 2011 se casó con Tessa Richardson en Maleny.

## Carrera
En 2004 apareció en un episodio de la serie australiana Rescue Special Ops donde interpretó a Will.
En 2002 se unió al elenco de la segunda temporada de la serie The Secret Life of Us donde interpretó a Christian Hayden hasta el final de la serie en 2005.
En 2009 interpretó al cazador de vampiros Frankie Dalton en la película Daybreakers. Frankie es el hermano de Edward Dalton (Ethan Hawke).
En 2011 se unió al elenco de la serie Wild Boys, donde interpretó a Dan Sinclair; sin embargo la serie fue cancelada después de la primera temporada debido al bajo rating. Ese mismo año apareció en películas como How to Make a Monster, The Premonition, Post Apocalyptic Man, Blood Brothers, Sleeping Beauty y en Killer Elite protagonizada por Jason Statham, Robert De Niro, Yvonne Strahovski, Clive Owen y Grant Bowler.
En 2012 apareció en la película de fantasía y misterio Cradlewood donde interpretó a Walter junto a Ian Somerhalder y Diana Glenn.
En 2013 se unió al elenco de la serie Serangoon Road donde interpreta a Conrad Harrison, un agente de la CIA, hasta ahora.
En abril del mismo año se unió al elenco principal de la serie dramática Wonderland donde interpretó al encantador e inteligente Tom Wilcox, hasta el final de la serie en 2015.
En 2015 se anunció que Michael se había unido al elenco de la nueva serie estadounidense The Patriot donde dará vida al espía John Tavner.

## Filmografía

### Series de televisión
| Año             | Título                                  | Personaje        | Notas                   |
| --------------- | --------------------------------------- | ---------------- | ----------------------- |
| 2002 - 2005     | The Secret Life of Us                   | Christian Hayden | 37 episodios            |
| 2011            | Rescue Special Ops                      | Will             | episodio "True Romance" |
| 2011            | Wild Boys                               | Dan Sinclair     | 10 episodios            |
| 2011            | Sea Patrol                              | Travis           | episodio "The Hunted"   |
| 2013 - 2015     | Wonderland                              | Tom Wilcox       | 44 episodios            |
| 2013            | Reef Doctors                            | Scottie          | episodio # 1.11         |
| 2013            | Serangoon Road                          | Conrad Harrison  | 10 episodios            |
| 2013            | The Time of Our Lives                   | Joel             | 3 episodios             |
| 2016 - 2018     | The Patriot                             | John Tavner      | -                       |
| 2023 - presente | One Piece (serie de televisión de 2023) | Gol D. Roger     | -                       |

### Películas
| Año  | Título                        | Personaje              | Notas                                                                                                   |
| ---- | ----------------------------- | ---------------------- | --- |
| 2001 | Spudmonkey                    | Trent                  | junto a Damien Garvey y Alastair Tomkins                                                                |
| 2002 | Stuffed Bunny                 | Chris                  | corto - junto a Ryan Johnson, Chris Haywood y Marshall Napier                                           |
| 2005 | Small Claims: White Wedding   | Sean                   | junto a Claudia Karvan, Rebecca Gibney y Alyssa McClelland                                              |
| 2005 | 50 Ways of Saying Fabulous    | Jamie                  | junto a George Mason, Andrew Paterson y Harriet Beattie                                                 |
| 2006 | The Silence                   | Eddison                | junto a Richard Roxburgh, Joel Tobeck y Damian de Montemas                                              |
| 2006 | Suburban Mayhem               | Rusty                  | junto a Emily Barclay, Steve Bastoni, Mia Wasikowska, Anthony Hayes y Brendan Cowell                    |
| 2007 | West                          | Mick                   | junto a Khan Chittenden y Gillian Alexy                                                                 |
| 2007 | Walnut                        | Isaac                  | junto a Maeve Dermody                                                                                   |
| 2007 | Katoomba                      | Aaron                  | junto a Ethan Hawke, Willem Dafoe, Isabel Lucas, Sam Neill y Damien Garvey                              |
| 2008 | Acolytes                      | Gary Parker            | junto a Joel Edgerton, Sebastian Gregory, Hanna Mangan Lawrence y Anthony Phelan                        |
| 2008 | The Weight of Sunken Treasure | Michael Dooley (joven) | corto - junto a Renai Caruso y Chris Haywood                                                            |
| 2009 | At the Breakfast Table        | -                      | corto - junto a Maeve Dermody                                                                           |
| 2009 | Prime Mover                   | Thomas                 | junto a Ben Mendelsohn, Gyton Grantley, Anthony Hayes, William McInnes y Emily Barclay                  |
| 2009 | Triangle                      | Greg                   | junto a Melissa George, Emma Lung, Rachael Carpani y Liam Hemsworth                                     |
| 2010 | Daybreakers                   | Dalton                 | junto a Ethan Hawke, Willem Dafoe, Isabel Lucas, Sam Neill y Damien Garvey                              |
| 2010 | Needle                        | Ben Rutherford         | junto a Ben Mendelsohn, Travis Fimmel, Jessica Marais, Khan Chittenden y John Jarratt                   |
| 2011 | How to Make a Monster         | Jesse                  | junto a Toby Truslove                                                                                   |
| 2011 | The Premonition               | Nate                   | corto - junto a Deborah Galanos                                                                         |
| 2011 | Blood Brothers                | Jeffrey Gilham         | junto a Jodi Gordon, Cariba Heine, Lisa McCune, Jonny Pasvolsky, Tony Martin y Kylie Watson             |
| 2011 | Sleeping Beauty               | Cook                   | junto a Emily Browning, Ewen Leslie, Chris Haywood, Nathan Page y Mirrah Foulkes                        |
| 2011 | Killer Elite                  | Jake                   | junto a Jason Statham, Robert De Niro, Aden Young, Clive Owen y Ben Mendelsohn                          |
| 2011 | Post Apocalyptic Man          | Hunter                 | corto - juntos a Damian Walshe-Howling                                                                  |
| 2012 | Cradlewood                    | Walter                 | junto a Ian Somerhalder y Diana Glenn                                                                   |
| 2014 | Breath                        | Michael                | corto - junto a Martin Sacks, Morgana Davies, Reid Forsyth y Raelee Hill                                |
| 2014 | The Water Diviner             | Greeves                | junto a Olga Kurylenko, Russell Crowe, Jai Courtney, Isabel Lucas, Damon Herriman y Jacqueline McKenzie |
| 2020 | El hombre invisible           | Tom Griffin            | junto a Elisabeth Moss, Oliver Jackson-Cohen, Aldis Hodge, Storm Reid y Harriet Dyer                    |

## Premios y nominaciones
| Año  | Categoría                    | Premio      | Trabajo               | Resultado |
| ---- | ---------------------------- | ----------- | --------------------- | --------- |
| 2003 | Most Popular New Male Talent | Logie Award | The Secret Life of Us | Nominado  |